# Nemoria latiaria
Nemoria latiaria là một loài bướm đêm trong họ Geometridae.